# Моћна група
Моћна група су чланови заједнице који услед свог статуса и позиције, утичу на доношење одлука у име заједнице, или поседују већи приступ различитим ресурсима. Сопствену моћ и утицај могу користити за добробит заједнице, али и за заштиту сопствених интереса. Чланови оваквих група обично укључују политичаре, велике индустријалце, бизнисмене и представнике цркве.